# جودي كانتور
جودي كانتور (بالإنجليزية: Jodi Kantor)‏ هي محرِّرة وصحفية أمريكية، ولدت في 21 أبريل 1975 في نيويورك في الولايات المتحدة.

## وصلات خارجية
- الموقع الرسمي
- جودي كانتور على موقع IMDb (الإنجليزية)